# Sphaerophoria dispar
Sphaerophoria dispar är en tvåvingeart som först beskrevs av Friedrich Hermann Loew 1840.  Sphaerophoria dispar ingår i släktet sländblomflugor, och familjen blomflugor.
Artens utbredningsområde är Polen. Inga underarter finns listade i Catalogue of Life.